# Mario Capecchi
Mario Renato Capecchi (sinh 6 tháng 10 1937) là một nhà di truyền học người Mỹ gốc Ý và là một trong những người được giải Nobel Y học năm 2007. Hiện nay ông là Giáo sư về di truyền học con người và sinh học thuộc khoa y Đại học Utah.